# Gornji Kraj (Mošćenička Draga)
Gorji Kraj je naselje u Hrvatskoj u sastavu općine Mošćeničke Drage. Nalazi se u Primorsko-goranskoj županiji. 

## Upravna organizacija
Dio je naselja Kraja, zajedno se Donjim Krajem koji se nalazi istočno. 
S njime je upravno spojen u jedno naselje i tvore jednu katastarsku općinu.

## Zemljopis
Jugozapadno je Obrš, sjeverozapadno je Sveti Anton, sjeverno je Medveja. Jugozapadno su Grabrova, Sveti Petar, Mošćenička Draga i Mošćenice.